# Bob Dylan's Dream
Bob Dylan's Dream är en låt av Bob Dylan från hans album The Freewheelin' Bob Dylan 1963. Melodin och delar av texten är baserade på sången Lady Franklin's Lament. Titeln på låten finns med på omslaget av Rolling Stones album Beggars Banquet.

## Coverversioner
Förutom Dylan har även Peter, Paul and Mary, Judy Collins, Phil Carmen och Kinky Friedman spelat in låten. Björn Afzelius har spelat in en svensk version av låten, kallad "Riddarna kring runda bordet".